# Бездомные (альбом)
Бездомные — студийный альбом рок-группы «Нюанс», выпущенный на SNC Records в 1991 году. Альбом включает песни на русском и английском языках.

## Отзывы
Олег Гальченко на страницах «Петрозаводского университета» положительно отозвался об альбоме в контексте истории группы: «В конце 80-х это была самая экстравагантная рок-лабораторская группа<…> Живые выступления вызывали двойственное впечатление: с одной стороны агрессивно-веселое абсурдистское шоу позволяло демонстрировать мастерство импровизации, с другой — всегда удивляло, зачем столько суеты, если четверка действительно умеет неплохо играть и за внешними эффектами ей прятать нечего. <…> Мишура оригинальничания слетела, осталась подлинная оригинальность, продемонстрированная в новом альбоме „Бездомные“».

## Список композиций
Все тексты написаны Дмитрием Родионовым, вся музыка написана группой «Нюанс».
| №   | Название         | Длительность |
| --- | ---------------- | ------------ |
| 1.  | «My Life»        | 3:46         |
| 2.  | «Теорема»        | 6:04         |
| 3.  | «Стулья»         | 4:17         |
| 4.  | «Ублюдок»        | 4:45         |
| 5.  | «Generation»     | 3:55         |
| 6.  | «Пиво»           | 3:14         |
| 7.  | «Электростанция» | 4:10         |
| 8.  | «Crazy Hero»     | 2:46         |
| 9.  | «Колыбельная»    | 5:04         |
| 10. | «Хорошо»         | 3:26         |

## Участники
- Павел Титовец — гитара, соло, вокал
- Николай Горенко — бас
- Андрей Шмыгов — клавишные
- Сергей Титовец — ударные